# Yannick Cahuzac
Yannick Cahuzac (Ajaccio, 18 januari 1985) is een Frans voetballer die doorgaans als defensieve middenvelder speelt. Hij verruilde SC Bastia in juli 2017 transfervrij voor Toulouse FC.

## Clubcarrière
Cahuzac verruilde in 2002 Gazélec voor SC Bastia. Hij debuteerde voor SC Bastia in 2005 in de Ligue 2. In 2012 steeg de club naar de Ligue 1. Cahuzac speelde meer dan 300 wedstrijden voor SC Bastia en groeide er uit tot aanvoerder.
2 Nicolaisen ·
3 McKenzie ·
4 Cresswell ·
5 Genreau ·
6 Akdağ ·
7 Aboukhlal ·
8 Sierro  ·
9 Magri ·
10 Gboho ·
12 Kamanzi ·
13 King ·
15 Dønnum ·
17 Suazo ·
19 Sidibé ·
20 Schmidt ·
21 Zajc ·
23 Cásseres ·
30 Domínguez ·
50 Restes ·
80 Babicka ·
Coach: Martínez